# Callirhipis childreni
Callirhipis childreni is een keversoort uit de familie Callirhipidae. De wetenschappelijke naam van de soort is voor het eerst geldig gepubliceerd in 1832 door Gray.